# Вісова
Вісова (пол. Wisowa) — село в Польщі, у гміні Ілув Сохачевського повіту Мазовецького воєводства.
У 1975-1998 роках село належало до Плоцького воєводства.